# Pep Biel
Pep Biel Mas Jaume, noto semplicemente come Pep Biel (Sant Joan, 5 settembre 1996), è un calciatore spagnolo, centrocampista del Charlotte FC in prestito dall'Olympiacos.

## Caratteristiche tecniche
È un esterno destro.

## Carriera
Cresciuto nel settore giovanile del Constància, ha esordito fra i professionisti il 16 dicembre 2012 disputando l'incontro di Segunda División B perso 1-0 contro L'Hospitalet. Passato al Rayo Vallecano nel 2013, ha trascorso le successive stagioni a cavallo di seconda e terza divisione spagnola fino al 2019 quando è passato ai danesi del Copenaghen.

## Statistiche
Statistiche aggiornate al 10 novembre 2024.

### Presenze e reti nei club
| Stagione              | Squadra               | Campionato            | Campionato | Campionato | Coppe nazionali | Coppe nazionali | Coppe nazionali | Coppe continentali | Coppe continentali | Coppe continentali | Altre coppe | Altre coppe | Altre coppe | Totale | Totale | Totale |
| Stagione              | Squadra               | Comp                  | Pres       | Reti       | Comp            | Pres            | Reti            | Comp               | Pres               | Reti               | Comp        | Pres        | Reti        | Pres   | Reti   |        |
| --------------------- | --------------------- | --------------------- | ---------- | ---------- | --------------- | --------------- | --------------- | ------------------ | ------------------ | ------------------ | ----------- | ----------- | ----------- | ------ | ------ | ------ |
| 2012-2013             | Constància            | SDB                   | 1          | 0          | CR              | 0               | 0               |                    | -                  | -                  |             | -           | -           | 1      | 0      |        |
| 2014-2015             | Rayo Vallecano B      | SDB                   | 2          | 0          |                 | -               | -               |                    | -                  | -                  |             | -           | -           | 2      | 0      |        |
| 2015-2016             | Llosetense            | SDB                   | 15         | 0          | CR              | 0               | 0               |                    | -                  | -                  |             | -           | -           | 15     | 0      |        |
| 2016-2017             | Almudévar             | TD                    | 37         | 13         | CR              | 0               | 0               |                    | -                  | -                  |             | -           | -           | 37     | 13     |        |
| 2017-2018             | Real Saragozza B      | SDB                   | 31         | 2          |                 | -               | -               |                    | -                  | -                  |             | -           | -           | 31     | 2      |        |
| 2017-2018             | Real Saragozza        | SD                    | 2          | 0          | CR              | 0               | 0               |                    | -                  | -                  |             | -           | -           | 2      | 0      |        |
| 2018-2019             | Real Saragozza        | SD                    | 21         | 6          | CR              | 1               | 0               |                    | -                  | -                  |             | -           | -           | 22     | 6      |        |
| Totale Real Saragozza | Totale Real Saragozza | Totale Real Saragozza | 23         | 6          |                 | 1               | 0               |                    | -                  | -                  |             | -           | -           | 24     | 6      |        |
| 2019-2020             | Copenaghen            | SL                    | 29         | 4          | CD              | 3               | 0               | UCL+UEL            | 2+7                | 0+1                |             | -           | -           | 41     | 5      |        |
| 2020-2021             | Copenaghen            | SL                    | 27         | 2          | CD              | 1               | 0               | UEL                | 3                  | 1                  |             | -           | -           | 31     | 3      |        |
| 2021-2022             | Copenaghen            | SL                    | 32         | 11         | CD              | 1               | 0               | UECL               | 14                 | 7                  | -           | -           | -           | 47     | 18     |        |
| ago. 2022             | Copenaghen            | SL                    | 7          | 6          | CD              | 0               | 0               | UCL                | 2                  | 0                  | -           | -           | -           | 9      | 6      |        |
| Totale Copenaghen     | Totale Copenaghen     | Totale Copenaghen     | 95         | 23         |                 | 5               | 0               |                    | 28                 | 9                  |             | -           | -           | 128    | 32     |        |
| 2022-2023             | Olympiacos            | SL                    | 30         | 9          | CG              | 4               | 1               | UEL                | 5                  | 0                  | -           | -           | -           | 39     | 10     |        |
| 2023-gen. 2024        | Olympiacos            | SL                    | 13         | 1          | CG              | 0               | 0               | UEL                | 7                  | 1                  | -           | -           | -           | 20     | 2      |        |
| Totale Olympiacos     | Totale Olympiacos     | Totale Olympiacos     | 43         | 10         |                 | 4               | 1               |                    | 12                 | 1                  |             | -           | -           | 59     | 12     |        |
| gen.-giu. 2024        | Augusta               | BL                    | 11         | 0          | CG              | -               | -               |                    | -                  | -                  | -           | -           | -           | 11     | 0      |        |
| ago.- nov. 2024       | Charlotte FC          | MLS                   | 9+2        | 2+0        |                 | -               | -               |                    | -                  | -                  |             | -           | -           | 11     | 2      |        |
| 2025                  | Charlotte FC          | MLS                   | 23         | 10         | USOC            | 1               | 0               | -                  | -                  | -                  | -           | -           | -           | 24     | 10     |        |
| Totale Charlotte FC   | Totale Charlotte FC   | Totale Charlotte FC   | 32+2       | 12         |                 | 1               | 0               |                    | -                  | -                  |             | -           | -           | 35     | 12     |        |
| Totale carriera       | Totale carriera       | Totale carriera       | 292        | 64         |                 | 11              | 1               |                    | 40                 | 10                 |             | -           | -           | 343    | 75     |        |

## Palmarès

### Club
- Campionato danese: 1

Copenaghen: 2021-2022